# Wrath of the Tyrant
Wrath of the Tyrant è un album discografico di tipo demo del gruppo musicale norvegese Emperor, pubblicato nel 1992.

## Tracce
Testi di Mortiis, musiche di Samot e Ygg.
1. Introduction – 2:20
2. Ancient Queen – 3:17
3. My Empire's Doom – 4:34
4. Forgotten Centuries – 2:51
5. Night of the Graveless Souls – 2:56
6. Moon over Kara-Shehr – 4:25
7. Witches Sabbath – 5:41
8. Lord of the Storms – 2:10
9. Wrath of the Tyrant – 3:58

## Formazione
- Ygg – chitarra, voce, tastiera
- Samot – batteria, chitarra, voce (in Witches Sabbath)
- Mortiis – basso